# Lars-Göran Carlsson
Aron Lars-Göran Carlsson (ur. 24 lipca 1949 w Norrköping, zm. 27 lipca 2020 tamże) – szwedzki strzelec sportowy. Srebrny medalista olimpijski z Moskwy.
Zawody w 1980 były jego jedynymi igrzyskami olimpijskimi. Pod nieobecność sportowców z części krajów Zachodu sięgnął po medal w skeecie. W 1979 był indywidualnie srebrnym medalistą mistrzostw świata w tej konkurencji.